# Arpad Bondy
Arpad Bondy (* 2. April 1947 in Goslar) ist ein deutscher Produzent, Komponist, Autor, Regisseur, Filmeditor und Sounddesigner.
Bereits während seines Regiestudiums von 1967 bis 1970 war Bondy als Filmkomponist tätig. Er schrieb  Shows wie Katzenmusik (1968) oder Jörn Pfennigs Parade (1970). 1971 debütierte er mit dem Dokumentarfilm Dein Betrieb (SDR) als Fernsehproduzent. 1977 schrieb er die Themamusik zur ZDF-Reihe Peter Voss, der Millionendieb, in der Wolf Roth die Titelrolle spielte. Von 1978 bis 1986 arbeitete er mit Ron Orders in London und schrieb Filmmusiken für den Arts Council. 1988 war er Co-Regisseur der Dokumentationsreihe Animal Traffic (deutsch: Wir töten, was wir lieben), für die er 1988 den Ökomedia-Preis erhielt.
Zu Bondys bekanntesten Musiken zählen die Titelmusiken zu den Fernsehserien SOKO 5113 (1976–1987, ZDF) und Sketchup (1983, BR).
Arpad Bondy hat drei Töchter und zwei Söhne. Seine Tochter Anisha (* 1981) ist Opernregisseurin, sein Sohn Sol (* 1979) gründete 2010 die Filmproduktionsfirma ONETWO-FILMS.

## Filmographie (Auswahl)
- 1975: Tatort: Das zweite Geständnis
- 1978: Wenn Goethe das gewusst hätte
- 1980: Made in Hong Kong
- 1988: 31 Tiger
- 1989: Aufbruch ins dritte Leben
- 1989: Der Pornojäger – Eine Hatz zwischen Lust und Politik
- 1990: Der Herr Chef, der Herr Hans und andere Herrschaften
- 1991: Der Billeteur und seine Burg
- 1991: Der Hausmeister und sein Palast
- 1992: Den Teufel am Hintern geküsst
- 1993: Die Pompfüneberer
- 1993: Herbert und der Archiduque
- 1995: Ernesto Presto
- 1995: Alles aussteigen...!
- 1996: Der Abschied
- 1998: Lola und Bilidikid
- 2004: Der Friedrichstadtpalast
- 2005: Das linke Ding
- 2005: Das Herz sitzt links (Klaus Wagenbach)
- 2006: Die Freiheit zu schreiben
- 2010: Bauer Lindners Traum
- 2011: Eugen Ruge
- 2012: Süßes Gift – Hilfe als Geschäft
- 2013: Staatsgeheimnis Bankenrettung
- 2015: Macht ohne Kontrolle – Die Troika
- 2018: Das Microsoft-Dilemma – Europa als Software-Kolonie

## Auszeichnungen
- 1988: Ökomedia
- 1989: Ecovision
- 1993: Dokumentarfilmfestival München
- 1993: IDFA nomination award
- 2013: Alternativer Medienpreis
- 2013 Deutscher Fernsehpreis